# ريان لاورسن
ريان لاورسن (بالإنجليزية: Ryan Laursen) هو لاعب كرة قدم أمريكي في مركز الدفاع، ولد في 14 أبريل 1992 في لوس أنجلوس في الولايات المتحدة. شارك مع منتخب الدنمارك تحت 19 سنة لكرة القدم ومنتخب الدنمارك تحت 21 سنة لكرة القدم. أما مع النوادي، فقد لعب مع نادي أودنسه ونادي إيسبيرغ ونادي لينغبي.

## وصلات خارجية
- ريان لاورسن على موقع قاعدة بيانات كرة القدم.إي يو (الإنجليزية)
- ريان لاورسن على موقع Soccerway.com (الإنجليزية)
- ريان لاورسن على موقع عالم كرة القدم.نت (الإنجليزية)
- ريان لاورسن على موقع AS.com (الإسبانية)